# 張載陽

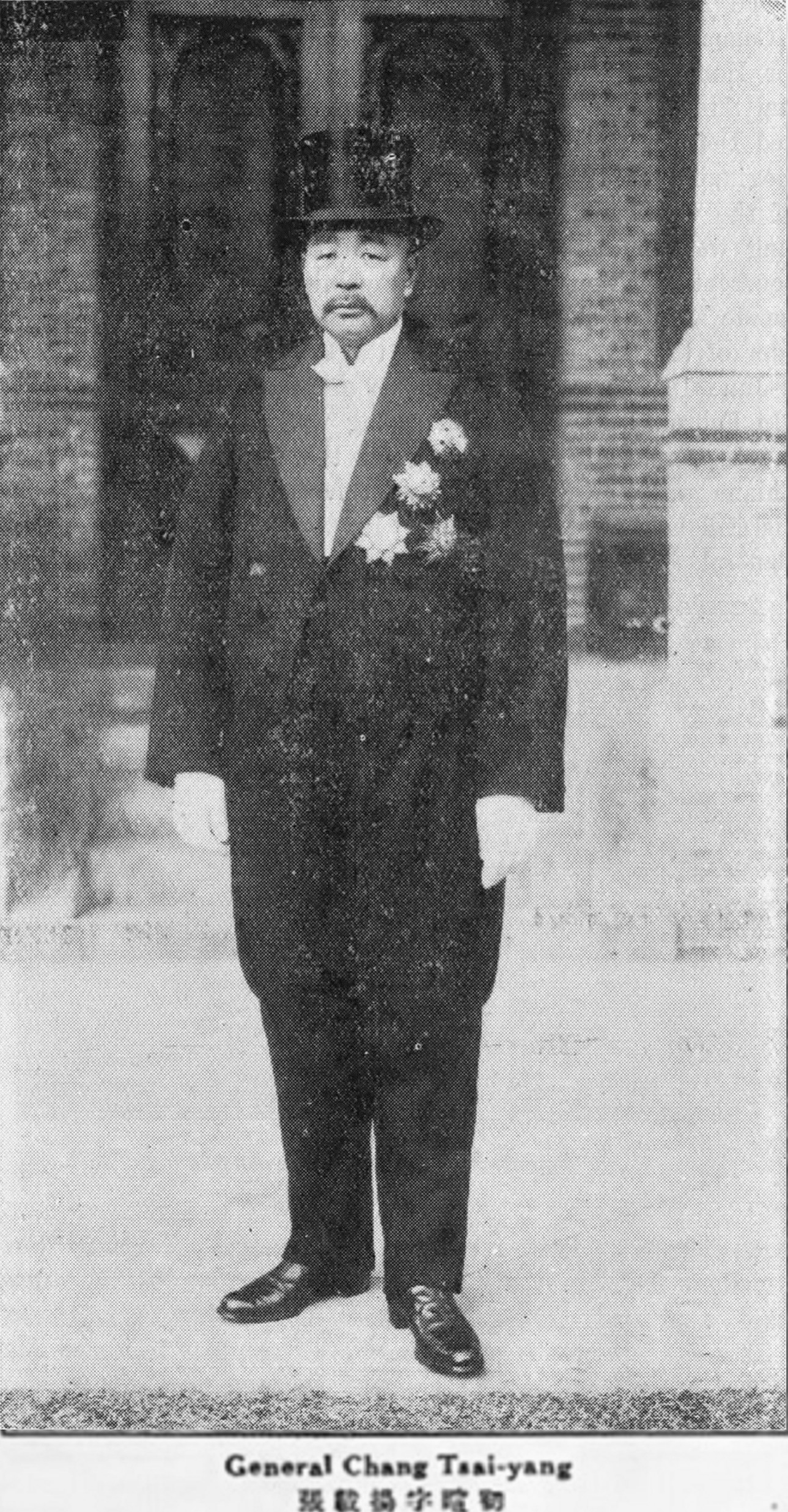
《中国名人录（第三版）》中的张载阳照片

张载阳（1874年—1945年11月17日），亦作張載揚，字春曦，号暄初，浙江新昌梅渚镇张家店村人。中华民国政治人物。

## 生平
张载阳自幼随父亲务农。长大后，臂力超群，仪容修伟。清朝光绪二十四年（1898年）春，考入浙江武备学堂。光绪二十七年（1901年），以正科第二名毕业。此后历任浙江常备军及新军步队队官、管带、协统领官。
辛亥革命杭州光复时，张载阳驻镇海，率部响应。后来升至旅长，获授陆军少将衔，并兼任杭州警备司令。1913年，任台州镇守使兼禁烟督办，禁止了台州、温州地区的鸦片烟毒，获得浙江都督府嘉奖。他历任浙江禁烟局长，台州、嘉兴、湖州镇守使，浙江陆军暂编第二师师长，浙江陆军第一师师长，浙江省省长兼第二师师长等职。
1922年10月，张载阳任浙江省省长。1923年，获授陆军上将。在省长任内，张载阳注重地方公益及慈善事业，建设了杭临公路以及绍兴、曹娥、嵊县公路，成立了杭州大学校董会，筹建浙江艺术专科学校，募款重修杭州岳坟、钱王祠、绍兴禹陵。他还在家乡兴修水利，建桥，筑路，兴建先贤祠、大佛寺新社，帮助编纂县志，并以在杭新昌同乡会会长的名义，筹银元五千元重建了大市聚镇。
1924年江浙战争后，张载阳从省长职位上卸任，住在杭州井亭桥“暄庐”寓所，不问政治，研习书法。杭州西湖、灵隐寺、天竺寺、岳坟、九溪等处均有张载阳的题额、对联。
1937年八一三事变爆发后，日军大举入侵，杭州城的浙江省级机关纷纷后撤，亲日派筹备设立维持会，希望张载阳出面领导。为了摆脱亲日派的纠缠，张载阳率全家星夜渡江返回原籍，住在县城下市街的老宅，后来又迁居家乡张家店。当时，张载阳家老幼共三十多口，生活拮据，浙江省政府主席黄绍竑钦佩张载阳的为人，欲聘其出任浙江省议员，给予经济援助，被张载阳谢绝。1944年夏，日军突然来到张载阳家，威逼利诱张载阳加入维持会，张载阳斥责道：“岂能为汉奸，唯有死耳！”日军方退。
抗日战争胜利后，张载阳返回杭州居住。1945年11月17日，在杭州病逝。 

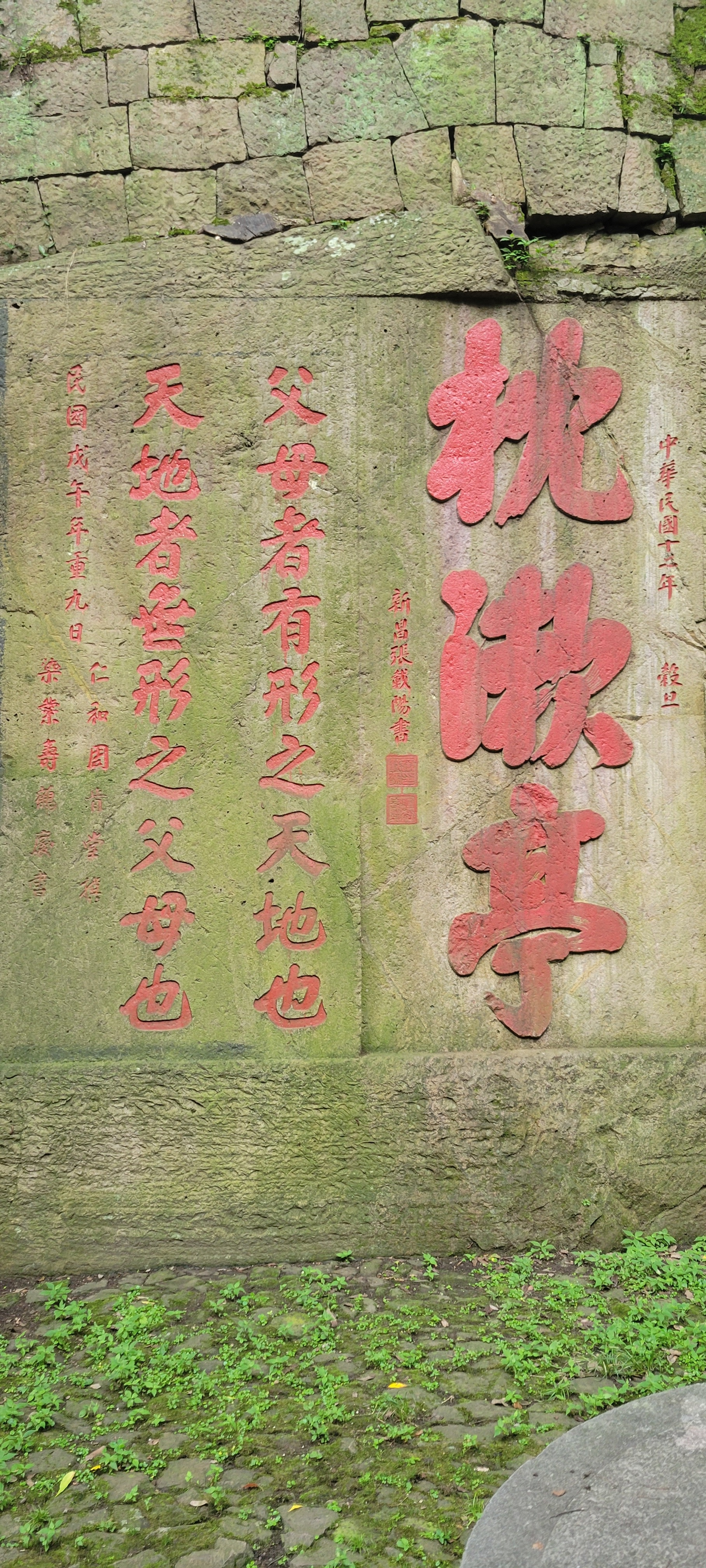
张載陽于杭州抱樸道院枕漱亭題字